# Roman Apollonski
Roman Borissovitch Apollonski (Роман Борисович Аполлонский), né à Milan le 1er octobre 1862 et mort le 17 août 1928 à Léningrad, est un acteur de théâtre russe.

## Biographie
Il naît à Milan de la ballerine russe Eudoxie Apollonskaïa et de père inconnu et y reste jusqu'à l'âge de huit ans. Apollonski est inscrit en 1871 à la pension théâtrale. Il est diplômé de la section de ballet de l'école de théâtre de Saint-Pétersbourg. Il est d'abord engagé au théâtre Mariinsky, possédant une belle voix de baryton, puis joue à partir de 1881 au théâtre Alexandra (devenu théâtre Pouchkine après 1920), où il demeure jusqu'à sa mort,.
Possédant une apparence brillante, des yeux bleus perçants, une voix magnifique, des manières raffinées, il joue dans sa jeunesse des rôles de « jeunes premiers »: Hamlet, Ferdinand, Tchatski (donnant la réplique à la grande Komissarjevskaïa), etc. Cependant, il a créé ses meilleurs personnages avec des rôles plus sombres comme Protassov (Le Cadavre vivant de Tolstoï), Tarelkine (L'Affaire de Soukhovo-Kobyline), le professeur Storitsyne (Le Professeur Storitsyne d'Andreïev, 1912). Ce dernier rôle a suscité des critiques admiratives de Stanislavsky. Pendant les saisons d'été, il fait des tournées à Kiev, Odessa, Kharkov, etc.
En 1905, il acquiert avec son épouse, l'actrice Inna Stravinskaïa (1876-1969, nièce d'Igor Stravinski), une luxueuse datcha de style vieux-russe dans le village de Vyritsa (dépendant de Gatchina) dans les environs de Saint-Pétersbourg. Il fait installer une gloriette et une cabine de bain pour les bains dans la rivière l'été et organise des spectacles estivaux locaux pour diverses organisations de charité et scolaires et pour la construction de l'église. Deux voies du village sont nommées en l'honneur du couple, la perspective Apollonski et la perspective Stravinskaïa, à l'angle de leur propriété. La datcha est confisquée après la Révolution.
Après la Révolution d'Octobre, il devient directeur artistique du théâtre, puis membre du directoire jusqu'en 1920. Il s'essaye au cinéma muet après la Révolution, ne trouvant plus sa voie au théâtre. Dans les années 1920, il se rapproche de plus en plus de la religion, devient marguillier de l'église du Théâtre, quai de la Fontanka. Il est enterré au cimetière de Novodievitchi (Saint-Pétersbourg). Quelque temps après, son épouse est condamnée à seize ans de camp et son fils, Nikita Romanovitch Apollonski, né en 1911, également acteur, est fusillé le 29 septembre 1937 pendant la Terreur stalinienne. Sa sœur, Natalia, née en 1907, vit alors reléguée à Engels.